# Jerzy Duda-Gracz

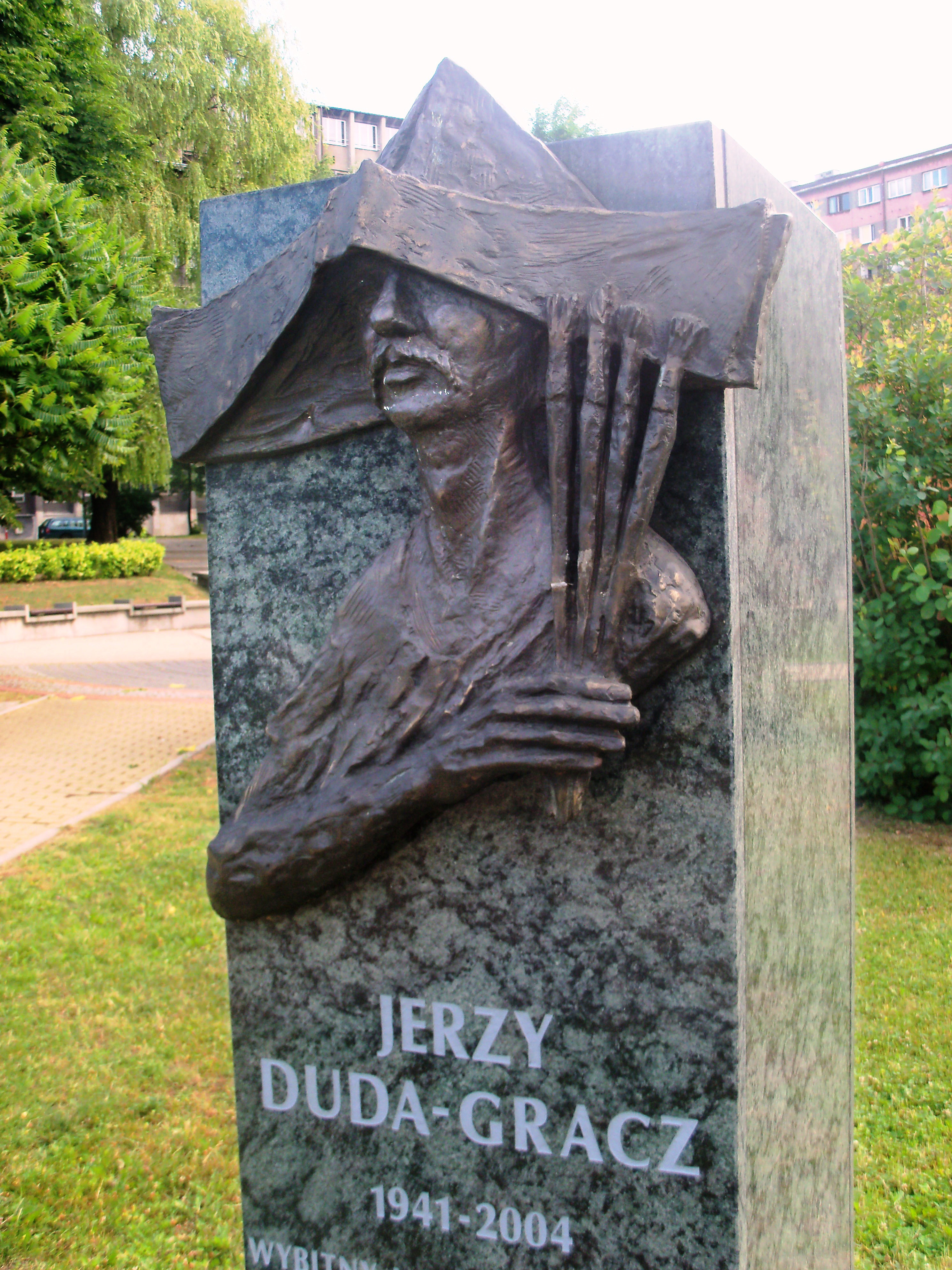
Denkmal in Katowice

Jerzy Duda-Gracz (* 20. März 1941 in Częstochowa; † 5. November 2004 in Łagów Lubuski) war ein polnischer Maler und Grafiker.

## Leben
Er studierte an der Grafischen Fakultät der Kattowitzer Filiale der Krakauer Akademie der Schönen Künste. Nach dem Diplom 1988 blieb er an der Hochschule als Lehrbeauftragter. Von 1992 bis 2001 hielt er Vorlesungen an der Europäischen Kunstakademie Warschau, später war er Professor an der Schlesischen Universität Katowice in der Abteilung Radio und Fernsehen und unterrichtete Regie. Sein ganzes Leben war er mit Oberschlesien verbunden. In seinen Bildern spiegelt sich die düstere schlesische Industrielandschaft wider.
Seine Werke zeigen eine starke Tendenz zur Karikatur. Er malte seine Mitbürger als zanksüchtig, schlampig, manchmal besoffen, aber auch opferbereit, sogar heroisch. Die Kritiker verglichen seine Werke mit Pieter Brueghel. Man könnte aber auch eine gewisse Ähnlichkeit mit Manfred Deix finden.
Jedes Bild hat der Künstler mit einer laufenden Nummer versehen. Das hilft jetzt bei der Verfolgung von Fälschungen.
Typisch für seine Kunst ist das Ölgemälde „Die Ritter der Apokalypse oder die Schwarzarbeit“ (1977). Drei Bauarbeiter, unrasiert, in Gummistiefeln und zerfetzter Kluft, ziehen einen Betonmischer. Die Szene, frontal dargestellt, erinnert an bekannte russische Troikas – oder die Berliner Quadriga. Der Zusammenprall des banalen Themas und der pathetischen Darstellung ist typisch für die Kunst von Duda-Gracz.
Während des Boykotts der Künstler gegen das Regime 1981–1989 malte er weiter. Seine Bilder zeigten unverschleiert die damalige bittere Wirklichkeit.
Dem gesellschaftskritischen Maler gelang es, sich mit der katholischen Kirche zu verständigen. Er schuf einen Golgatha-Zyklus für das Tschenstochauer Marienkloster.

## Bibliografie
- Jerzy Duda Gracz, K.T. Toeplitz, Arkady 1985, 1990
- Powroty, A. Matynia, Agaton 1994
- Duda Gracz, I.J. Kamiński, Penta, 1997